# Križ za ratne zasluge
Križ za ratne zasluge (Kriegsverdienstkreuz) bio je odlikovanje nacističke Njemačke tijekom Drugog svjetskog rata, mogao se dodjeljivati civilima i vojnom osoblju. Ponovno se počeo rabiti 1957. u Bundeswehru u de-naciziranoj varijanti za veterane.
Ovo odlikovanje kreirao je Adolf Hitler 1939. Križ za ratne zasluge stupnjevan je kao i Željezni križ: Križ za ratne zasluge 2. stupnja, Križ za ratne zasluge 1. stupnja, i Viteški križ Križa za zasluge. Odlikovanje je imalo dvije varijante: s mačevima, dodjeljivalo se vojnicima koji su se iskazali iznad poziva dužnosti (ali istodobno nisu bili vrijedni Željeznog križa, koji se dodjeljivao za veću hrabrost); i bez mačeva, a dodjeljivao se za zasluge iza vatrene linije, a mogao se dodijeliti i civilima. Nositelji su morali imati niži stupanj tog odlikovanja da bi dobili veći. Bila je i varijanta ispod 2. stupnja, a zvala se Medalja ratnih zasluga (njemački: Kriegsverdienstmedaille), osnovana 1940. za civile da bi se nadomjestila zamjene za 2. stupanj kojeg su trebali primiti. Obično je dodjeljivana radnicima u tvornicama koji su se iskazali u svome radu.
Jedan važniji nositelj Križa za ratne zasluge bio je William Joyce (aka Lord Haw-Haw). Nositelji Viteškog križa Križa za ratne zasluge dobivali su i odlikovanje Željeznog križa 1. i 2. stupnja zbog dobivanja većeg borbenoga truda.
Bio je i jedan ekstra stupanj Križa za ratne zasluge, a napravljen je na poticaj Alberta Speera: Viteški križ zlatnoga Križa za ratne zasluge, ali službeno taj stupanj nikada nije došao na listu nacionalnih odlikovanja, sve do 1945., a službeno se nije mogao uvrstiti u nacionalna odlikovanja dok rat ne završi. Dana 20. travnja 1945. Viteški križ zlatnoga Križa za ratne zasluge (bez mačeva) dobili su samo Franz Hahne i Karl Saur.
Vrpca Križa za ratne zasluge bila je crvena-bijela-crna-bijela-crvena; to jest, crna i crvena promijenile su mjesta u odnosu na vrpcu Željeznog križa iz Drugog svjetskog rata.

## Odlikovanje zaslužnih u Holokaustu
Križ za ratne zasluge dodjeljivao se i ljudima kao što su bili Friedrich Jeckeln, za njihove zasluge u ubijanju velikog broja ljudi. Umjesto "egzekucije" stajalo je da se nagrađuju za "obavljanje važnih ratnih zadataka". U Jeckelnovu slučaju, odlokovanje je primio za ubijanje oko 25 000 Židova u šumi Rumbula, u blizini Rige.

## Poznati nositelji
- Wernher von Braun
- Günther Burstyn
- Kurt Daluege
- Adolf Eichmann
- Adolf Heusinger
- Friedrich Jeckeln[1]
- William Joyce
- Adolf Butenandt
- Hasso von Manteuffel
- Dr.-Ing. Ferdinand Porsche
- Heinrich Müller
- Egon von Neindorff
- Karl Eberhard Schöngarth
- Walter Schellenberg
- Kurt Schmidt
- Josef Spacil
- Albert Speer
- Ernst Kaltenbrunner